# 5G
5G je peta generacija mobilne mreže koja nasljeđuje 4G. Glavna razlika u odnosu na dosadašnju 4G tehnologiju je omogućavanje većih brzina prijenosa podataka - navodi se da će nova 5G mreža biti brža za čak tisuću puta od 4G mreže.
Time bi mobilna mreža nudila iste ili veće brzine prijenosa podataka kao i pružatelji žičnih internetskih usluga (ADSL, VDSL ili kabelski internet), te se predviđa mogućnost većeg broja povezanih uređaja na ovoj mreži, tj. uz dosadašnje mobilne telefone predviđa se da će dio tzv. IoT uređaja rabiti ovu mrežu.

## Tehnologija
5G mreža ostvaruje se realizacijom zahtjeva definiranih u de facto standardu odnosno skupu preporuka IMT-2020 (International Mobile Telecommunications 2020. godine), koji je nastao radom tematske grupe od svibnja 2015. do prosinca 2016. godine, te je rezultirao skupom od devet preporuka i tehničkih izvještaja.
- Prvi dokument (O-040, "Nacrt pojmova i definicija IMT-2020 u ITU-T") na pet stranica definira osnovne pojmove.
- U drugom dokumentu (O-041, "Nacrt tehničkog izvještaja: Primjena mrežne softverizacije na IMT-2020" - "Draft Technical Report: Application of network softwarization to IMT-2020") na 147 stranica se detaljnije izlažu novosti, npr. "fleksibilni internet", FlexE, koji omogućava brzine, odnosno omogućava generičke mehanizme koji podržavaju Ethernet MAC međubrzine (npr. 25G, 50G, 125G, itd.) kojih nema u postojećim Ethernet standardima (npr., 40G, 100G, itd.). Navedene međubrzine se ostvaruju standardizacijom spajanja (bonding) - npr. 20G, koji se ostvaruju spajanjem dva mrežna sučelja koji fizički rade na 10G.[4] Dalje se predviđa da će WDM-PON (wavelength division multiplexing – passive optical networks) omogućiti brzine do 25 Gbps i više.[5]

Tablično se predviđene brzine nove tehnologije mogu predočiti kao:
| Karakteristika                            | Opis                                                | zahtjev 5G mreže |
| ----------------------------------------- | --------------------------------------------------- | ---------------- |
| Najveća brzina prema korisniku (downlink) | Minimalna brzina koju tehnologija mora podržavati   | 20 Gbit/s        |
| Najveća brzina od korisnika (uplink)      | Minimalna brzina koju tehnologija mora podržavati   | 10 Gbit/s        |
| Tipična brzina uporabe (downlink)         | Ostvarena brzina u velikim gradovima u 95 % vremena | 100 Mbit/s       |
| Tipična brzina uporabe (uplink)           | Ostvarena brzina u velikim gradovima u 95 % vremena | 50 Mbit/s        |
| Latencija                                 | Usporavanje paketa na radio mreži                   | 1-4 ms           |

## Zdravstveni aspekti
Uvođenje 5G-mreže u kineskom Wuhanu u studenome 2019. godine povezano je s početkom epidemije koronavirusa, pa je 5G-mreža čak optužena i za pandemiju.
Na sličan način postoje i sljedeće vremenske korelacije:
- raširena pojava radiostanica 1920-ih dovedena je u vezu s pandemijom španjolske gripe.[6]
- uvođenje 3G-mreže dovedeno je u vezu s ptičjom gripom 2001.[6]
- uvođenje 4G-mreže dovedeno je u vezu sa svinjskom gripom 2009.[6]

Jasno je da neke nove radiotehnologije vremenski koincidiraju s epidemijama gripe, no postoje i druge vrste vremenskih sinkroniciteta:
- Postoji velika korelacija između broja razvoda u saveznoj državi Maine u SAD-u i potrošnje margarina po glavi stanovnika. Korelacija nije naravno nikakav znanstveni dokaz da postoji uzročno-posljedična veza između navedenih događaja.[6]

Za sada nema dokaza o štetnom utjecaju 5G-mreže na ljudsko zdravlje, te iako se pojavila poplava članaka i natpisa o štetnosti 5G mreža, najveći dio takvih informacija u pravilu dolaze iz, najblaže rečeno, opskurnih izvora, a i ona istraživanja koje potpisuju neki znanstvenici, za sada su na prilično klimavim nogama.

## Razlike između prethodnih generacija mobilnih mreža i 5G
Prethodne generacije mobilnih mreža su 1G, 2G, 3G i 4G.
- Prva generacija – 1G (1980-te): prijenos analognog glasa.

- Druga generacija – 2G (početak 1990-ih): prijenos digitalnog glasa (kompozitni CDMA u Kini i SAD-u i GSM u Hrvatskoj), poruka i podataka (standardi GPRS i EDGE) brzinom do 250Kbps.

- Treća generacija – 3G (početak 2000-ih): prijenos mobilnih podataka brzinom do 3 Mbps (npr. CDMA2000 u SAD-u te UMTS i kasnije HSDPA u Hrvatskoj).

- Treća polu-generacija – 3G+ (2005.): era mobilne širokopojasne mreže (WCDMA) teoretske brzine do 42Mbps. Većina mobilnih operatera pruža HSPA pristup brzine do 6 Mbps.
- Četvrta generacija – 4G (2009.): prijenos podataka LTE standardom teoretske maks. brzine do 100Mbps. Koriste ga sve veće svjetske mreže.

5G standard je dizajniran je s proširenim kapacitetom kako bi omogućio korisničko iskustvo nove generacije, osnažio nove modele razmještanja i pružio nove usluge.
Uz velike brzine, vrhunsku pouzdanost i zanemarivu latenciju, 5G će proširiti mobilni ekosustav u nova područja. 5G će utjecati na svaku industriju, čineći sigurnijim prijevoz, zdravstvo na daljinu, preciznu poljoprivredu, digitaliziranu logistiku – i još mnogo toga – stvarnost.